# LH 54-425
LH 54-425 är en spektroskopisk dubbelstjärna belägen i Stora magellanska molnet i södra delen av stjärnbilden Svärdfisken. Den har en skenbar magnitud av ca 13,13 och kräver ett kraftfullt teleskop för att kunna observeras. Den beräknas den befinna sig på ett avstånd av ca 160000 ljusår (ca 50000 parsec) från solen.

## Observation
OB-föreningen LH 54 katalogiserades av astronomerna Lucke och Hodge 1970, listad som innehållande 18 ingående stjärnor. Den är förbunden med NGC 1955, en del av N51 HII-regionen. Ljusstyrkan och färgen hos LH 54-425 mättes 1974. År 1996 bestämde M.S. Oey att LH 54-425 har en skenbar (visuell) magnitud på 13,13 och klassificerade den som en jättestjärna av spektralklass O3.
En serie fotometriska och spektroskopiska observationer utförda av P. Ostrov mellan 1998 och 2001 visade att LH 54-425 varierade mycket lite med en regelbunden period på 2,2475 dygn på grund av störning av stjärnora i en snäv dubbelstjärna bestående av en jättestjärna av spektralklass O3 och en följeslagare av klass ungefär O5. Massan för de två stjärnorna uppskattades till 100 respektive 50 solmassor. En härledning 2008 av omloppsbanan med mer exakta data om radiell hastighet definierade följeslagarna som O3 och O5 huvudseriestjärnor med massa av 47 respektive 28 solmassor.
Dubbelstjärnan har en omloppsperiod på 2 dygn, 5 timmar och 56 minuter. De två stjärnorna är separerade endast 15 gånger solens diameter, eller mindre än två gånger dess egen diameter. Den mer massiva primärstjärnan, LH 54-245 O3, cirkulerar med 200 km/s, medan följeslagaren, LH 54-245 O5, rör sig med 350 km/s, och systemet som helhet närmar sig oss med omkring 300 km/s.
Stjärnutvecklingsmodeller matchar nära egenskaperna hos de två stjärnorna vid en ålder av två miljoner år. I denna ålder har de nästan samma massa som när de först bildades. Jämförelse mellan modellerna och observationerna tyder på en liten massdiskrepans, där modellerna förutsäger högre massor än de som härrör från omloppsbanan. Detta är ett långvarigt och olöst problem vid modellering av massiva stjärnor.
När paret utvecklas kan de gå samman och bilda en enda massiv stjärna. Med tiden kommer de enskilda stjärnorna eller resultatet av sammanslagningen att explodera som en kärnkollapssupernova.

## Egenskaper
Båda stjärnorna i dubbelstjärnan LH 54-425 är heta, massiva och lysande stjärnor. Den mindre massiva följeslagaren har en effektiv yttemperatur på 41 000 K och den mer massiva primärstjärnan 45 000 K. Stjärnorna har en radie av 8 och 11 gånger solens storlek, och kombinationen av hög temperatur och stor storlek innebär att primärstjärnan är 500 000 och följeslagaren 160 000 gånger mera lysande som solen. De avger en stjärnvind med en hastighet på 2 800 km/s.